# 環式化合物
環式化合物（かんしきかごうぶつ、cyclic compound）とは、主に有機化学において構成する原子が環状に結合した化合物のことである。

## 概要
環式化合物には芳香族化合物であるものとそうでないものがある。一つの分子中に1より多くの環が存在する化合物は多環式化合物と呼ぶ。環の大きさは3原子からなるものから多くの原子からなる環まで様々であり、環の種類は全ての原子が炭素であるもの（すなわち炭素環）や原子が全て炭素以外のもの（無機環式化合物）、炭素と炭素以外の原子をどちらも含むもの（複素環式化合物）がある。環の大きさ、環を形成する原子間の個々の結合の結合次数、環内でのそれらの配置に依存して、炭素環および複素環式化合物は芳香族または非芳香族となる。後者の場合、環原子環の結合は完全に飽和されたものから様々な数の多重結合を持つものまで様々である。また、環を構成する原子数が12を越えるものは大員環化合物と呼ぶ。環を構成する原子（炭素、窒素、酸素等）の数のことを環員数と言う。例えば、ベンゼン環は6個の炭素で構成されているので6員環と呼ばれる。

環式化合物の例
最も単純な炭素環であるシクロアルカンとしてはシクロプロパン、シクロブタン、シクロペンタン、シクロヘキサンがあげられる。
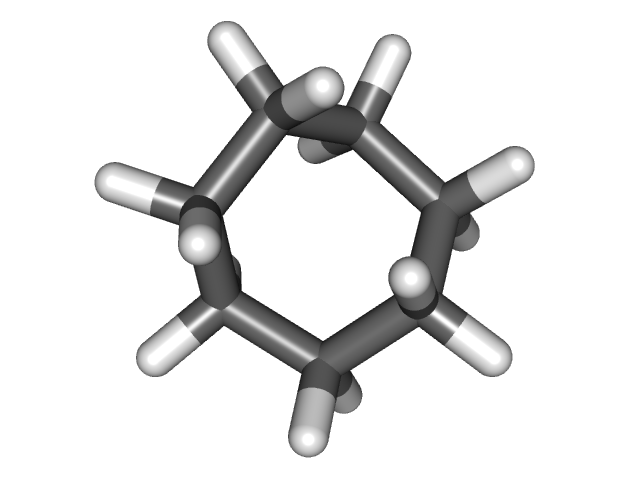
シクロヘプタンは非芳香族化合物である。
ベンゼンは芳香族化合物である。
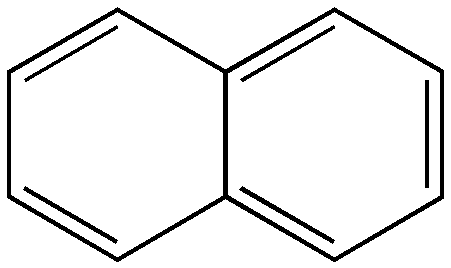
ナフタレンは多環式化合物である。
ポルフィリンは大員環化合物である。
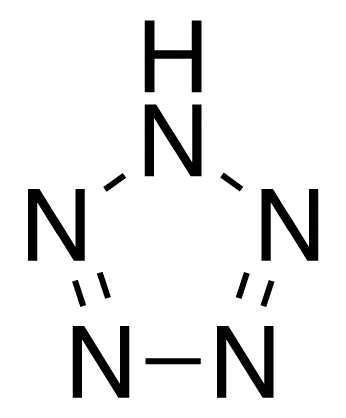
ペンタゾールは無機環式化合物である。
インゲノールはテルペノイドの一種である。3員環、5員環、7員環の非芳香族炭素環が縮環した複雑な構造を示す。
パクリタキセルは植物由来のテルペノイドであり、4員環、6員環、8員環（炭素環、複素環、芳香族、非芳香族）を含む複雑な多環構造を示す。

## 分類
環式化合物は以下のように分類することができる：
- (縮合)環を構成している環の数
  - 単環式化合物 (monocyclic compound)
  - 二環式化合物 (bicyclic compound)
  - 三環式化合物 (tricyclic compound)
  - 多環式化合物 (polycyclic compound)

- 環を構成する元素種の数
  - 単素環式化合物 (homocyclic compound)
  - 複素環式化合物 (heterocyclic compound)
    - 含<元素名>複素環式化合物
      - 例: 含酸素複素環式化合物、含窒素複素環式化合物、含硫黄複素環式化合物など

- 環を構成する原子の数
  - N 員環化合物
  - 大員環化合物

有機化合物の場合
- 環式有機化合物
  - 単素環式化合物 (炭素環式化合物) - 有機化合物では単素=炭素となる
    - 脂環式炭化水素
      - シクロアルカン、シクロアルケン

    - 芳香族炭化水素
      - 多環芳香族炭化水素

  - 複素環式化合物
    - 複素脂環式化合物
    - 複素芳香族化合物

## 閉環反応と開環反応

ディークマン閉環反応

有機化学では、環を形成する反応を閉環反応（ring-closing reactions）、環を開く反応を開環反応（ring-opening reactions）と呼ぶ。
閉環反応の例
- 閉環メタセシス
- ナザロフ環化
- ルジチカ大員環合成
- ディークマン縮合
- ヴェンカー合成
- ラジカル環化

開環反応の例
- 開環重合
- 開環メタセシス重合